# Kurdistans flagga

Kurdistans flagga

Kurdistans flagga är en trikolor i färgerna rött, vitt och grönt med en gul sol i mitten som symboliserar zoroastrismen. Den antogs den 28 oktober 1920 och användes första gången av Xoybunrörelsen under första världskriget.  Flaggan antogs först som den officiella flaggan för Ararat Republiken 1927, Mahabad Republiken 1946 och senare blev den 1970 officiella flaggan för Irakiska Kurdistan.

## Symbolik

Dimensionerna för Kurdistans flagga

| Färg | Färg | Symbolik                                                                                         |
| ---- | ---- | ------------------------------------------------------------------------------------------------ |
|      | Röd  | Symboliserar kurdiska martyrers blod och den fortsatta strävan för kurdisk frihet och värdighet. |
|      | Vit  | Uttrycker fred och rättvisa                                                                      |
|      | Grön | Uttrycker skönheten i Kurdistans natur.                                                          |
|      | Gul  | Representerar livets källa och folkets ljus.                                                     |

### Tidigare flaggor
|  |  |  |